# Graptomyza triseriata
Graptomyza triseriata är en tvåvingeart som beskrevs av Meijere 1929. Graptomyza triseriata ingår i släktet Graptomyza och familjen blomflugor. Inga underarter finns listade i Catalogue of Life.